# كينيث لوك
كينيث لوك (بالإنجليزية: Kenneth Luke)‏ هو مسير رياضي أسترالي، ولد في 11 نوفمبر 1896، وتوفي في 13 يونيو 1971 في Hawthorn, Victoria ‏ في أستراليا.